# Sieben verdammt lange Tage
Sieben verdammt lange Tage (Originaltitel: This Is Where I Leave You) ist eine US-amerikanische Dramedy von Regisseur Shawn Levy. Der Film basiert auf dem gleichnamigen Buch von Jonathan Tropper. Weltpremiere hatte der Film am 7. September 2014 auf dem Toronto International Film Festival, in Deutschland war der Kinostart am 25. September 2014.

## Handlung
Judd Altman ertappt seine Ehefrau in flagranti bei einer Beziehung zu seinem Chef Wade Boulanger und trennt sich daraufhin von ihr. In der schwierigen Zeit der Trennung erreicht ihn die Nachricht, dass sein Vater verstorben ist. Bei der Beerdigung des Vaters erfahren die vier erwachsenen Geschwister Judd, Wendy, Phillip und Paul Altman von ihrer Mutter Hillary vom vermeintlich letzten Wunsch ihres Vaters, der sich eine siebentägige jüdische Totenwache (Schiv’a) der Familie gewünscht hat. Widerwillig stimmen die Geschwister zu und müssen sich in der Folge mit ihren individuellen Schicksalen auseinandersetzen, in die die Ehepartner, Ex-Partner und Kinder verwickelt sind.

## Hintergrund
Die Dreharbeiten zu Sieben verdammt lange Tage begannen am 13. Mai 2013 in New York City.

## Kritik
„Regisseur Shawn Levy (‚Nachts im Museum‘) hat nach dem Bestseller von Jonathan Tropper einen amüsanten Ensemblefilm inszeniert, der mit profilierten Darstellern punktet. Dazu kommen geschliffene Wortgefechte voller Ironie und Sprachwitz.“

„Vor allem Jane Fonda ist es zu verdanken, dass dieses Familientreffen nicht zu sehr in die Hollywoodschmonzette abgleitet. Shawn Levy hält die Balance zwischen sanft sarkastischer Ironie und sentimentalem Familiendrama. Da mag sich mancher Zuschauer wiedererkennen, ohne dass es weh tut. Eine überdrehte Mutter, vier Geschwister und ein Todesfall scheinen die idealen Zutaten für eine gefühlvolle Komödie.“

„Shawn Levy, als Regisseur von Werken wie ‚The Pink Panther‘, ‚Date Night‘, ‚Im Dutzend billiger‘ und der ‚Nachts im Museum‘-Trilogie auf seichte Komödien spezialisiert, hat mit ‚Sieben verdammt lange Tage‘ eine sehenswerte Tragikomödie geschaffen. Zwar hat der Film brachiale Momente; er findet davon abgesehen aber eine reizvolle Position zwischen melancholischen, amüsanten, nachdenklichen und berührenden Szenen.“

„Charmant bis klamaukig lässt Shawn Levy unterschiedliche Lebensentwürfe aufeinanderprallen, einst verschmähte Verehrerinnen auftauchen und vermeintliche Fehler der Vergangenheit. Hinreißend gespielt ist das vor allem von Jason Bateman, Jane Fonda und Tina Fey: Dieses Trio geborener Komödianten trägt einen Film, der immer wieder für ein leises Schmunzeln gut ist, dem aber eine klare Linie fehlt.“